# 第55回アカデミー賞
第55回アカデミー賞（だい55かいアカデミーしょう）は1983年4月11日に発表・授賞式が行われた。

## 式典
第55回アカデミー賞の授賞式はドロシー・チャンドラー・パビリオンで行われ、3時間15分で終了した。結果は、インド独立の父であるマハトマ・ガンディーの生涯を描いた『ガンジー』が作品賞をはじめとする7部門を受賞した。また、アメリカで3億ドル以上の興行成績を上げ、興行収入記録一位となった『E.T.』は技術部門・音楽部門で4部門を受賞した。

## 候補と受賞の一覧
太字は受賞である。
また、以下での人名表記は
1. 作品の日本語公式情報およびAMPAS公式サイトの日本版とWOWOWによる授賞式放送での表記に準ずる。
2. 見当たらない場合はデータベースサイトなどを参考。
3. それでもない場合は英語表記のままとする。

| 作品賞 | 監督賞 |
| --- | --- |
| - 『ガンジー』 - 『E.T.』 - 『ミッシング』 - 『トッツィー』 - 『評決』 | - リチャード・アッテンボロー – 『ガンジー』 - ウォルフガング・ペーターゼン – 『U・ボート』 - スティーヴン・スピルバーグ – 『E.T.』 - シドニー・ポラック – 『トッツィー』 - シドニー・ルメット – 『評決』 |
| 主演男優賞 | 主演女優賞 |
| - ベン・キングズレー – 『ガンジー』 - ダスティン・ホフマン – 『トッツィー』 - ジャック・レモン – 『ミッシング』 - ポール・ニューマン – 『評決』 - ピーター・オトゥール – My Favorite Year | - メリル・ストリープ – 『ソフィーの選択』 - ジュリー・アンドリュース – 『ビクター/ビクトリア』 - ジェシカ・ラング – 『女優フランシス』 - シシー・スペイセク – 『ミッシング』 - デブラ・ウィンガー – 『愛と青春の旅だち』 |
| 助演男優賞 | 助演女優賞 |
| - ルイス・ゴセット・ジュニア – 『愛と青春の旅だち』 - チャールズ・ダーニング – 『テキサス1の赤いバラ』 - ジョン・リスゴー – 『ガープの世界』 - ジェームズ・メイソン – 『評決』 - ロバート・プレストン – 『ビクター/ビクトリア』 | - ジェシカ・ラング – 『トッツィー』 - グレン・クローズ – 『ガープの世界』 - テリー・ガー – 『トッツィー』 - キム・スタンレー – 『女優フランシス』 - レスリー・アン・ウォーレン – 『ビクター/ビクトリア』 |
| 脚本賞 | 脚色賞 |
| - 『ガンジー』 – ジョン・ブライリー - 『ダイナー』 – バリー・レヴィンソン - 『E.T.』 – メリッサ・マシスン - 『愛と青春の旅だち』 – ダグラス・デイ・スチュワート - 『トッツィー』 – ラリー・ゲルバート、マレー・シスガル、ドン・マクガイア | - 『ミッシング』 – コスタ＝ガヴラス、ドナルド・スチュワート - 『U・ボート』 – ウォルフガング・ペーターゼン - 『ソフィーの選択』 – アラン・J・パクラ - 『評決』 – デヴィッド・マメット - 『ビクター/ビクトリア』 – ブレイク・エドワーズ |
| 外国語映画賞 | 歌曲賞 |
| - Begin the Beguine (スペイン) - 『アルシノとコンドル』 (ニカラグア) - Clean Slate (フランス) - Flight of the Eagle (スウェーデン) - 『解任』 (ソ連) | - ｢愛と青春の旅だち｣（『愛と青春の旅だち』） – ジャック・ニッチェ (作曲)、バフィ・セント＝マリー (作曲)、ウィル・ジェニングス (作詞) - "Eye of the Tiger"（『ロッキー3』） – ジム・ピートリック (作詞・作曲)、フランキー・サリヴァン三世 (作詞・作曲) - "How Do You Keep the Music Playing?"（『結婚しない族』） – ミシェル・ルグラン (作曲)、アラン・バーグマン (作詞)、マリリン・バーグマン (作詞) - "If We Were In Love"（Yes, Giorgio） – ジョン・ウィリアムズ (作曲)、アラン・バーグマン (作詞)、マリリン・バーグマン (作詞) - ""It Might Be You"（『トッツィー』） – デイヴ・グルーシン (作曲)、アラン・バーグマン (作詞)、マリリン・バーグマン (作詞) |
| 長編ドキュメンタリー映画賞 | 短編ドキュメンタリー映画賞 |
| - Just Another Missing Kid – ジョン・ザリツキー - After the Axe – ストゥーラ・ガンナーソン、スティーヴ・ルーカス - Ben's Mill – ジョン・カロル、Michel Chalufour - In Our Water – メグ・スウィッツゲイブル - A Portrait of Giselle – ジョセフ・ウィッシー | - If You Love This Planet – Edward Le Lorrain、Terri Nash - Gods of Metal – ロバート・リクター - The Klan: A Legacy of Hate in America – チャールズ・グッケンハイム、ワーナー・シューマン - To Live or Let Die' – フリーダ・リー・モック - Traveling Hopefully – ジョン・G・アヴィルドセン |
| 短編実写映画賞 | 短編アニメ映画賞 |
| - A Shocking Accident – Christine Oestreicher - Ballet Robotique – ボブ・ロジャース - The Silence – マイケル・トシユキ・ウノ、ジョセフ・ベンソン - Split Cherry Tree – ジョン・サウンダース - Sredni Vashtar – アンドリュー・バーキン | - Tango – ズビグニュー・リプチンスキー - The Great Cognito – ウィル・ヴィントン - 『スノーマン』 – ジョン・コーテス |
| 作曲賞 | 編曲・歌曲賞 |
| - 『E.T.』 – ジョン・ウィリアムズ - 『ガンジー』 – ラヴィ・シャンカル、ジョージ・フェントン - 『愛と青春の旅だち』 – ジャック・ニッチェ - 『ポルターガイスト』 – ジェリー・ゴールドスミス - 『ソフィーの選択』 – マーヴィン・ハムリッシュ | - 『ビクター/ビクトリア』 – ヘンリー・マンシーニ、レスリー・ブリッカス - 『アニー』 – ラルフ・バーンズ - 『ワン・フロム・ザ・ハート』 – トム・ウェイツ |
| 録音賞 | 音響編集賞 |
| - 『E.T.』 – ロバート・ニュードソン、ロバート・グラス、ドン・ディギロラーモ、ジーン・キャンタメッサ - 『U・ボート』 – ミラン・ボー、トレヴァー・パイク、マイク・ル＝メア - 『ガンジー』 – ジェリー・ハンフリーズ、ロビン・オドナヒュー、ジョナサン・ベイツ、サイモン・ケイ - 『トッツィー』 – アーサー・ピアンタドシ、レス・フレッショルツ、ディック・アレクサンダー、レス・ラザロウィッツ - 『トロン』 – マイケル・ミンクラー、ボブ・ミンクラー、リー・ミンクラー、ジェームズ・ラルー                                                  | - 『E.T.』 – チャールズ・L・キャンベル、ベン・バート - 『U・ボート』 – Mike Le Mare - 『ポルターガイスト』 – スティーヴ・ハンター・クリック、リチャード・L・アンダーソン |
| 美術賞 | 撮影賞 |
| - 『ガンジー』 – スチュアート・クレイグ (美術)、ロバート・W・ラング (美術)、Michael Seirton (装置) - 『アニー』 – デール・ヘネシー (美術)、マーヴィン・マーチ (装置) - 『ブレードランナー』 – ローレンス・G・ポール (美術)、デイヴィッド・L・スナイダー (美術)、リンダ・デシーナ (装置) - 『トラヴィアータ/1985・椿姫』 – フランコ・ゼフィレッリ (美術)、ジャンニ・クァランタ (装置) - 『ビクター/ビクトリア』 – ロジャー・マウス (美術)、ティム・ハッチンソン (美術)、ウィリアム・クレイグ・スミス (美術)、ハリー・コードウェル (装置) | - 『ガンジー』 – ビリー・ウィリアムズ、ロニー・テイラー - 『U・ボート』 – ヨスト・ヴァカーノ - 『E.T.』 – アレン・ダヴィオー - 『ソフィーの選択』 – ネストール・アルメンドロス - 『トッツィー』 – オーウェン・ロイズマン |
| メイクアップ賞 | 衣裳デザイン賞 |
| - 『人類創世』 – サラ・モンザニー、マイケル・バーク - 『ガンジー』 – トム・スミス | - 『ガンジー』 – ジョン・モロ、ブハヌ・アタイヤ - 『トラヴィアータ/1985・椿姫』 – ピエロ・トージ - 『ソフィーの選択』 – アルバート・ウォルスキー - 『トロン』 – エロイス・イェンセン、ロザンナ・ノートン - 『ビクター/ビクトリア』 – パトリシア・ノリス |
| 編集賞 | 視覚効果賞 |
| - 『ガンジー』 – ジョン・ブルーム - 『U・ボート』 – ハンネス・ニーケル - 『E.T.』 – キャロル・リトルトン - 『愛と青春の旅だち』 – ピーター・ツィンナー - 『トッツィー』 – フレドリック・スタインカンプ、ウィリアム・スタインカンプ | - 『E.T.』 – カルロ・ランバルディ、デニス・ミューレン、ケネス・F・スミス - 『ブレードランナー』 – ダグラス・トランブル、リチャード・ユリシック、 デヴィッド・ドライヤー - 『ポルターガイスト』 – リチャード・エドランド、マイケル・ウッズ、 ブルース・ニコルソン |

### アカデミー名誉賞
- ミッキー・ルーニー

### ジーン・ハーショルト友愛賞
- ウォルター・M・ミリッシュ

### ゴードン・E・ソーヤー賞
- ジョン・アールバーグ

### プレゼンター
| プレゼンター                 | 役                                                    |
| ---------------------------- | ----------------------------------------------------- |
| ルイーゼ・ライナー           | 外国語映画賞                                          |
| ジャック・ヴァレンテ         | 外国語映画賞                                          |
| クリストファー・リーヴ       | 助演男優賞                                            |
| スーザン・サランドン         | 助演男優賞                                            |
| ジェーン・ラッセル           | メイクアップ賞                                        |
| コーネル・ワイルド           | メイクアップ賞                                        |
| マット・ディロン             | 短編実写映画賞 短編アニメ映画賞                       |
| クリスティ・マクニコル       | 短編実写映画賞 短編アニメ映画賞                       |
| チャールトン・ヘストン       | ジーン・ハーショルト友愛賞                            |
| シェール                     | 作曲賞 編曲・歌曲賞                                   |
| プラシド・ドミンゴ           | 作曲賞 編曲・歌曲賞                                   |
| スティーヴ・グッテンバーグ   | 衣裳デザイン賞                                        |
| アン・ラインキング           | 衣裳デザイン賞                                        |
| エリザベス・マクガヴァン     | 視覚効果賞                                            |
| エディ・マーフィ             | 視覚効果賞                                            |
| ジェイミー・リー・カーティス | 音響編集賞                                            |
| カール・ウェザース           | 音響編集賞                                            |
| ジョベス・ウィリアムズ       | 長編ドキュメンタリー映画賞 短編ドキュメンタリー映画賞 |
| デイビット・L・ウルパー      | 長編ドキュメンタリー映画賞 短編ドキュメンタリー映画賞 |
| マーゴット・キダー           | 美術賞                                                |
| ウィリアム・シャトナー       | 美術賞                                                |
| マイケル・キートン           | 撮影賞                                                |
| ナスターシャ・キンスキー     | 撮影賞                                                |
| ボブ・ホープ                 | 名誉賞                                                |
| リサ・アイルバッハー         | 録音賞                                                |
| デヴィッド・キース           | 録音賞                                                |
| トム・セレック               | 編集賞                                                |
| ラクエル・ウェルチ           | 編集賞                                                |
| オリビア・ニュートン＝ジョン | 歌曲賞                                                |
| ロバート・ミッチャム         | 助演女優賞                                            |
| シガニー・ウィーバー         | 助演女優賞                                            |
| フィリップ・ダン             | 脚本賞 脚色賞                                         |
| ビリー・ワイルダー           | 監督賞                                                |
| シルヴェスター・スタローン   | 主演女優賞                                            |
| ジョン・トラボルタ           | 主演男優賞                                            |
| キャロル・バーネット         | 作品賞                                                |

### パフォーマー
- パティ・オースティン、ジェームス・イングラム "How Do You Keep the Music Playing?"（『結婚しない族』）
- テンプテーションズ、サンダール・バーグマン "Eye of the Tiger"（『ロッキー3』）
- ステファン・ビショップ "It Might Be You"（『トッツィー』）
- ジョー・コッカー、ジェニファー・ウォーンズ ｢愛と青春の旅だち｣（『愛と青春の旅だち』）
- メリサ・マンチェスター "If We Were in Love"（Yes, Giorgio）
- ウォルター・マッソー、ライザ・ミネリ、ダドリー・ムーア、リチャード・プライヤー "It All Comes Down to This"

### 統計
| 複数候補: - 11 候補: 『ガンジー』 - 10 候補: 『トッツィー』 - 9 候補: 『E.T.』 - 7 候補: 『ビクター/ビクトリア』 - 6 候補: 『U・ボート』、『愛と青春の旅だち』 - 5 候補: 『ソフィーの選択』、『評決』 - 4 候補: 『ミッシング』 - 3 候補: 『ポルターガイスト』 - 2 候補: 『アニー』、『ブレードランナー』、『女優フランシス』、『トラヴィアータ/1985・椿姫』、『トロン』、『ガープの世界』 | 複数受賞. - 8 受賞: 『ガンジー』 - 4 受賞: 『E.T.』 - 2 受賞: 『愛と青春の旅だち』 |